# Joseph Agricol Viala
Joseph Agricol Viala (Avignone, 22 febbraio 1778 – Caumont-sur-Durance, 6 luglio 1793) è stato un giovane soldato repubblicano francese che venne ucciso a 15 anni durante un'insurrezione federalista.

## Biografia
Quando nel giugno 1793 in seguito alla caduta dei Girondini scoppiò nelle regioni del Midi un'insurrezione federalista, il giovane Viala prese parte agli scontri in qualità di comandante della Guardia Nazionale dei Giovani Avignonesi.
Ai primi di luglio il suo reparto si schierò per impedire ai rivoltosi l'attraversamento della Durance, ma i soldati della guardia nazionale si trovarono ben presto in inferiorità numerica; l'unica soluzione apparve allora quella di tagliare i cavi del bac de Bonpas, il traghetto a cavo che collegava le due sponde. Sfidando il fuoco nemico, il giovane Viala riuscì, prima di essere mortalmente ferito, a tranciare il cavo con un'accetta, riuscendo a rallentare i ribelli realisti quel tanto da consentire alle truppe repubblicane di ritirarsi.

## Fortuna rivoluzionaria
Assieme a Joseph Bara, Viala è una delle più conosciute figure tra i cosiddetti "eroi ragazzini" (héros-enfants) della rivoluzione francese. Entrambi i giovani vengono menzionati nel Chant du départ, l'inno di Chénier e Méhul che divenne l'inno del Primo Impero francese.